# Polnischer Katholischer Sozialverband
Der Polnische Katholische Sozialverband (Polski Związek Katolicko-Społeczny, PZKS) ist ein gemeinnütziger Verein mit 12.000 Mitgliedern. Er ist gegliedert in 76 Abteilungen und hat seinen Hauptsitz in Warschau. Der Landesvorstand besteht aus 21 Personen.

## Geschichte
Gegründet wurde der Verband 1981 als eingetragener Verein mit politischen Absichten. 1981 bis 1991 gab es einen eigenen fünfköpfigen parteilosen PZKS-Abgeordneten-Zirkel im Sejm, der am Aufbau der Demokratie in Polen mitwirkte. Als Einziger stimmte er nicht der Einführung des Kriegsrechtes zu und war Initiator des ersten Gesetzentwurfes zum Schutz des ungeborenen Lebens.
Seit Anbeginn gibt es Kontakte mit europäischen Christdemokraten und  kirchlichen und gesellschaftlichen Einrichtungen und Verbänden. Seit 1981 ist der Verband Organisator karitativer Gesundheitsferien für Kinder und Jugendliche im westlichen Ausland, vorwiegend in Deutschland und Holland als Öffnung der Tür zu Europa für insgesamt 25.000 polnische Jugendliche. Seit 2002 hat er den Status eines gemeinnützigen Vereins.

## Ziele
Ziele des Vereins sind  Bildungs- und Erziehungsinitiativen für die junge Generation,  soziale und karitative Hilfsmaßnahmen für bedürftige Menschen, insbesondere für junge Arbeitslose, alleinstehende Mütter, Senioren, Behinderte und kinderreiche Familien, die Organisierung von Symposien, Schulungen, Studien, Konferenzen. Weiterhin betreibt der Verein Mitarbeit an der Bekämpfung von Drogenabhängigkeit und ihren sozialen Auswirkungen, durch Sammlung und Verbreitung von Diplomarbeiten zur Rauschgift-Thematik, die  Herausgabe von Zeitschriften, Büchern und anderen Publikationen. Er pflegt die Zusammenarbeit mit der katholischen Kirche, mit anderen Kirchen und Konfessionen im Sinne der Ökumene und hat Kontakte mit ausländischen Verbänden, NGOs sowie mit Gruppierungen der im Ausland lebenden Polen. Zu seinen Zielen gehören auch eine  Teilnahme am öffentlichen Leben des polnischen Staates und den Strukturen der EU im Sinne der nationalen und europäischen Zivilgesellschaft und die regionale Zusammenarbeit auf wirtschaftlichem, kulturellem und sozialem Gebiet.